# 1318 Nerina
1318 Nerina eller 1934 FG är en asteroid i huvudbältet som upptäcktes 24 mars 1934 av den sydafrikanske astronomen Cyril V. Jackson i Johannesburg. Det har fått sitt namn efter det vetenskapliga namnet på växtsläktet Nerinesläktet.
Asteroiden har en diameter på ungefär 13 kilometer och den tillhör asteroidgruppen Phocaea.